# أوغسطين لوبيز
أوغسطين لوبيز (بالإنجليزية: Augustine Lopez)‏ هو سياسي أمريكي، ولد في 1 فبراير 1935، وتوفي في 18 أبريل 2013.